# Троїцьке (Сахалінська область)
Троїцьке (рос. Троицкое) — село у Анівському міському окрузі Сахалінської області Російської Федерації.
Населення становить 4938 осіб (2013).

## Історія
З 1905 по 3 вересня 1945 року у складі губернаторства Карафуто Японії, відтак у складі Анівського міського округу Сахалінської області.

## Населення
| 1925 | 1935  | 2002  | 2010  | 2013  |
| ---- | ----- | ----- | ----- | ----- |
| 958  | ↗1280 | ↗3374 | ↗4729 | ↗4938 |